# Oxalis leptopodes
Oxalis leptopodes är en harsyreväxtart som beskrevs av George Don jr. Oxalis leptopodes ingår i släktet oxalisar, och familjen harsyreväxter. Inga underarter finns listade i Catalogue of Life.